# Albert Frederick Marzian
Albert Frederick Marzian (9. september 1875 - 29. juni 1947) var en amerikansk komponist, pianist og musikforlægger, født i Rusland med tyske forældre. Han var ophavsmand til og udgav selv det kendte salonstykke Aftenklokkerne (Evening Chimes).
Der er tillige indicier for, at ragtimekomponisten Mark Janza (Lion Tamer Rag), der publicerede på Marzians forlag, var et pseudonym for Marzian selv.